# Condado de la Oliva de Plasencia

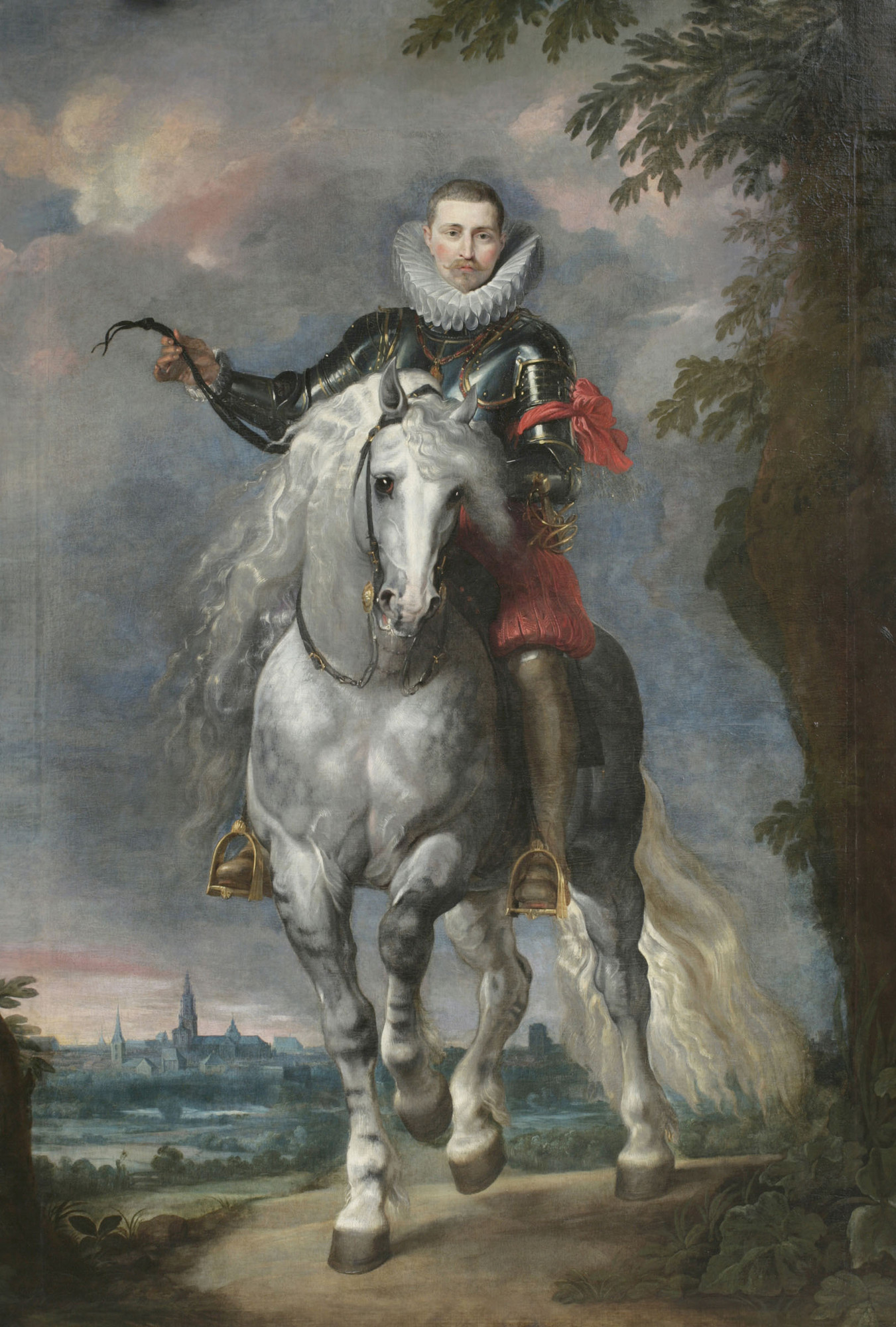
Retrato de El Conde de la Oliva de Plasencia a caballo (c. 1612), cuadro de Peter Paul Rubens propiedad de la Royal Collection expuesto en el Castillo de Windsor.

El condado de la Oliva de Plasencia es un título nobiliario español de carácter hereditario que fue concedido por Felipe III con fecha de 20 de agosto de 1612 a Rodrigo Calderón de Aranda, señor de Oliva de Plasencia, marqués de Siete Iglesias, secretario de cámara del rey y favorito del duque de Lerma.
Su nombre hace referencia al municipio de Oliva de Plasencia, en la actual provincia de Cáceres (Extremadura). El Palacio de los Condes de la Oliva, una obra del siglo XVII, es un tesoro histórico en Oliva de Plasencia, caracterizado por su planta cuadrangular y un patio central porticado.

## Historia de los señores de la Oliva de Plasencia
1. María de Ocampo, señora de la Oliva de Plasencia. Casó con Gutierre de Sotomayor, Regidor de Trujillo entre 1512 y 1514, biznieto del Maestre de la Orden de Alcántara Gutierre de Sotomayor y nieto del afamado regidor de Trujillo Luis de Chaves "El Viejo". Sucedió su hijo:
2. Luis de Chaves Sotomayor, fallecido en 1507 sin descendencia. Sucedió su hermana:
3. María de Ocampo y Sotomayor, señora de la Oliva de Plasencia. Casó con Francisco de Vargas y Camargo, señor de la Oliva de Plasencia, hijo del licenciado Francisco de Vargas y Medina (Madrid, c.1453 – Burgos, 22 de julio de 1524) consejero este último de los Reyes Católicos y del emperador  Carlos V. Sucedió su hija:
4. Inés de Camargo, señora de la Oliva y Plasenzuela. Casó con su tío Juan de Vargas Carvajal (1517-1579), caballero de la Orden de Santiago, consejero de Carlos I y Felipe II de España, regente del Consejo de Italia, presidente del Consejo de Flandes, oidor en la Chancillería de Valladolid, y colegial del Mayor del Arzobispo de la Universidad de Salamanca. Sucedió su hijo:
5. Miguel de Vargas y Camargo, señor de la Oliva de Plasencia y Plasenzuela, comendador de Castilleja de la Cuesta en la Orden de Santiago. Casó con Elvira de Trejo y Carvajal, heredera del señorío de Grimaldo y Las Corchuelas. Sucedió su hija Inés de Vargas y Trejo, como VI señora de la Oliva de Plasencia.

## Condes de la Oliva de Plasencia
|                         | Titular                                                                   | Periodo                 |
| Creación por Felipe III | Creación por Felipe III                                                   | Creación por Felipe III |
| ----------------------- | ------------------------------------------------------------------------- | ----------------------- |
| i                       | Rodrigo Calderón de Aranda                                                | 1612-1619               |
| ii                      | Francisco Calderón de Vargas Camargo y Trejo                              | 1623-1674               |
| iii                     | Rodrigo Calderón de Vargas Camargo y Trejo                                | 1674-1707               |
| iv                      | Pedro Pablo Calderón de Vargas Camargo y Trejo                            | 1707-?                  |
| v                       | Benito Joaquín Calderón de Camargo Vargas Trejo Sotomayor Chaves y Messía | ?-1769                  |
| vi                      | Benito Wenceslao Golfín y Calderón Golfín Villalobos de la Cerda          | 1769-1780               |
| vii                     | Francisco Golfín y Calderón Golfín Villalobos de la Cerda                 | 1780-?                  |
| viii                    | Ana Javiera Calderón y Dávalos                                            | ?-1813                  |
| ix                      | Félix Golfín y Calderón                                                   | 1813-1833               |
| x                       | García José Golfín y Vargas-Zúñiga                                        | 1833-1875               |
| xi                      | Catalina Chumacero y Golfín                                               | 1875-1909               |
| xii                     | Felipe Vargas-Zúñiga y Montero de Espinosa                                | 1909-1977               |
| xiii                    | Felipe de Vargas-Zúñiga y de la Calzada                                   | 1978-1991               |
| xiv                     | José Ramón de Vargas-Zúñiga y Ceballos-Zúñiga                             | 1991-2013               |
| xv                      | Felipe de Vargas-Zúñiga y Uríbarri                                        | 2013-actualidad         |

## Historia de los Condes de la Oliva de Plasencia

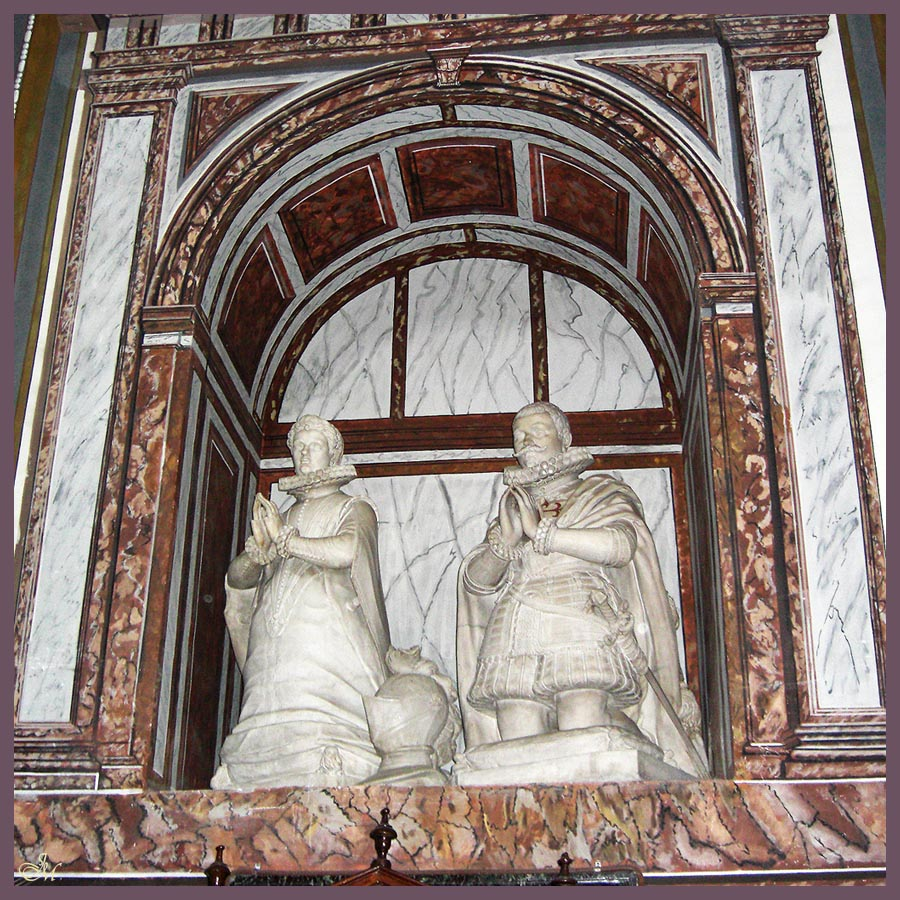
Sepulcro de Rodrigo Calderón de Aranda y de su mujer Inés de Vargas, en el convento de Porta Coeli (Valladolid).

1. Sepulcro de Rodrigo Calderón de Aranda y de su mujer Inés de Vargas, en el convento de Porta Coeli (Valladolid).Rodrigo Calderón de Aranda (1576-1621), I conde de la Oliva de Plasencia, I marqués de Siete Iglesias, comendador de Ocaña en la Orden de Santiago, capitán de la guardia alemana de Felipe III, alguacil mayor de la Real Audiencia y Chancillería de Valladolid, regidor perpetuo y correo mayor de la ciudad de Valladolid, secretario de cámara de Felipe III, privado del duque de Lerma y embajador en  Flandes; casado con Inés de Vargas y Trejo, heredera del señorío de la Oliva de Plasencia. Sucedió su hijo:

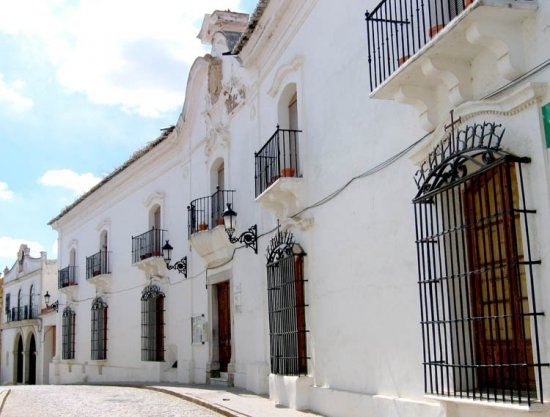
Casa-palacio de los Vargas-Zúñiga en Ribera del Fresno (Badajoz), en la actualidad "Casa de la Cultura José María Vargas-Zúñiga".

2. Francisco Calderón de Vargas Camargo y Trejo (1604-1674), II conde de la Oliva de Plasencia (al ser rehabilitado el título por decreto de 20 de enero de 1623 durante el reinado de Felipe IV). El título fue rehabilitado en la persona de Inés de Vargas y Trejo, esposa de Rodrigo Calderón, y confirmado posteriormente en su hijo, Francisco Calderón, con la condición de que habría de ser usado también por su madre en vida. Fue VII señor de la Oliva de Plasencia, caballero de la Orden de Alcántara, señor de  Siete Iglesias, alcalde de los alcázares de Santa Fe y Villar del Pinar, señor de Grimaldo, Almofrague y la Corchuela. Patrono del  Convento de Porta-Coeli de Valladolid y de Santa Clara de Plasencia. Casó con Catalina de Cárdenas y Chaves, señora de  El Maderal. Sucedió su hijo:
3. Rodrigo Calderón de Vargas Camargo y Trejo ( ? , 1707), III conde de la Oliva de Plasencia, VIII señor de la Oliva de Plasencia, señor de Grimaldo,  Almofrague, Plasenzuela, la Corchuela y Siete Iglesias. Casado con Baltasara Sanz de los Herreros y Solórzano, hija de Alonso Sanz de los Herreros, caballero de Santiago. Sucedió su hijo:
4. Pedro Pablo Calderón de Vargas Camargo y Trejo, IV conde de la Oliva de Plasencia, señor de Grimaldo, Las Corchuelas, Almofrague y Siete Iglesias. Alférez mayor de los castillos y fortalezas de  Santa Fe y Villa del Pinar, en Granada, y regidor perpetuo de Plasencia. Casado en primeras nupcias con Violante Juana de Chaves e Hinojosa, en segundas con María Ana Golfín Figueroa de la Cerda y en terceras con Luisa de Vargas Carvajal. Sucedió su hermano:
5. Benito Joaquín Calderón de Camargo Vargas Trejo Sotomayor Chaves y Messía (1696-1769), V conde de la Oliva de Plasencia, señor de Grimaldo y Las Corchuelas. Casado con Ángela Dávalos y Carrasco. Sucedió su nieto:
6. Benito Wenceslao Golfín y Calderón Golfín Villalobos de la Cerda, VI conde de la Oliva de Plasencia, señor de Grimaldo y Las Corchuelas. Sucedió su hermano:
7. Francisco Golfín y Calderón Golfín Villalobos de la Cerda (n. 1746), VII conde de la Oliva de Plasencia, caballero de Alcántara, señor de Grimaldo, Las Corchuelas y del Castillo de Almofrague. Alcaide de la fortaleza de Santa Fe en Granada, Alguacil Mayor de Villanueva de la Serena (Badajoz), Regidor Perpetuo de la ciudad de Plasencia (Cáceres) y de Precedencia de la de  Trujillo (Cáceres). Patrono del convento de Porta Coeli (Valladolid) y del convento de Santa Clara de Almendralejo (Badajoz). Casó con Josefa Manuel de Villena, hija del  marqués del Real Tesoro. Sucedió su tía (hermana de su madre):

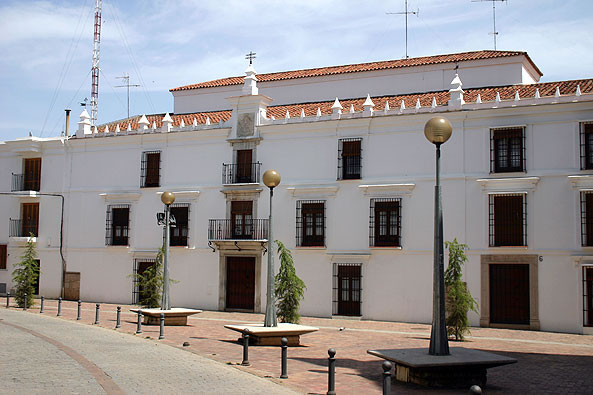
Casa-palacio de los Condes de la Oliva de Plasencia o de Vargas-Zúñiga en Almendralejo (Badajoz).

8. Casa-palacio de los Condes de la Oliva de Plasencia o de Vargas-Zúñiga en Almendralejo (Badajoz).Ana Javiera Calderón y Dávalos (1734-1813), VIII condesa de la Oliva de Plasencia, señora de Grimaldo y Las Corchuelas, patrona del convento de Porta Celi de Valladolid. Casada con García José Golfín y Nieto, regidor perpetuo de Almendralejo, de la casa de los señores de Monsalud. Sucedió su hijo:
9. Félix Golfín y Calderón (1769-1833), IX conde de la Oliva de Plasencia, caballero de Alcántara,  guardia de Corps de la Compañía Italiana, Alcalde Mayor de  Almendralejo. Casado con María del Carmen de Vargas-Zúñiga y Sánchez-Arjona, hija de Sandalio de Vargas-Zúñiga Sotomayor y Boza de Chaves,  maestrante de Sevilla. Sucedió su hijo:
10. García José Golfín y Vargas-Zúñiga (1813-1875), X conde de la Oliva de Plasencia, caballero de Alcántara, senador del Reino,[2] alcalde de Madrid, académico correspondiente de la Real Academia de la Historia. Casado con su prima María del Amparo de Vargas-Zúñiga y  Federighi, hija de los  marqueses de Paterna del Campo y de  San Bartolomé del Monte. Sucedió su sobrina:
11. Catalina Chumacero y Golfín (1839-1909), XI condesa de la Oliva de Plasencia. Casada con su tío Ángel de Vargas-Zúñiga y Brito. Sucedió, previa renuncia de su primo hermano José de Vargas-Zúñiga y Golfín, su sobrino, hijo del anterior:
12. Felipe de Vargas-Zúñiga y Montero de Espinosa (1895-1977), XII conde de la Oliva de Plasencia. Diputado por Badajoz. Hermano del II marqués de Siete Iglesias. Casado con su prima María de Gracia Josefa de la Calzada y Vargas-Zúñiga (1900-1992), de la casa de los marqueses de Santa Cruz de Inguanzo. Sucedió su hijo:
13. Felipe de Vargas-Zúñiga y de la Calzada (1924-1991), XIII conde de la Oliva de Plasencia. Casado con María de los Dolores Ceballos-Zúñiga y Santos. Sucedió su hijo:
14. José Ramón de Vargas-Zúñiga y Ceballos-Zúñiga (1961-2013), XIV conde de la Oliva de Plasencia, caballero de la Orden de Montesa. Casado con Beatriz Uríbarri y Chacón. Sucedió su hijo:
15. Felipe de Vargas-Zúñiga y Uríbarri (n. 1992), XV conde de la Oliva de Plasencia (desde 2013).